# Leszek Mądry
Leszek Mądry (ur. 22 lipca 1947 w Ostrzeszowie) – polski strażak, starszy brygadier, Komendant Powiatowy Państwowej Straży Pożarnej w Nowym Tomyślu.

## Odznaczenia
- Krzyż Kawalerski Orderu Odrodzenia Polski za wybitne zasługi w działalności na rzecz ochrony przeciwpożarowej (2000)[2]